# Dia Internacional da Democracia
O Dia Internacional da Democracia é um dia comemorado anualmente em 15 de setembro desde 2008, decretado pela Assembleia Geral das Nações Unidas em 2007.

## Proclamação
O Dia Internacional da Democracia foi proclamado pela Assembleia Geral das Nações Unidas em 8 de novembro de 2007. Essa iniciativa busca promover a governança democrática como um conjunto de valores e princípios fundamentais para garantir a igualdade, a segurança e o desenvolvimento de todos os seres humanos. A proclamação enfatiza a importância da democracia como um processo contínuo que requer o apoio e a participação ativa da comunidade internacional, dos governos, da sociedade civil e dos indivíduos. O objetivo é tornar o ideal democrático uma realidade para todos, em todos os lugares.

## Celebração
A data de celebração é 15 de setembro, escolhida para coincidir com a comemoração da adoção da Declaração Universal da Democracia pela União Interparlamentar em 1997. A primeira comemoração oficial ocorreu em 2008. Desde então, atividades e eventos são realizados em todo o mundo para refletir sobre o estado da democracia e promover seu fortalecimento.

## Temas
- 2008: Primeira comemoração[5][6]
- 2009: Democracia é...[6]
- 2010: Democracia e as Metas de Desenvolvimento do Milênio[6]
- 2011: Paz e democracia: fazendo sua voz ser ouvida[6]
- 2012: Educação para a Democracia[6]
- 2013: Fortalecendo as vozes da democracia[6]
- 2014: Desafios e oportunidades de um maior envolvimento dos jovens nos processos democráticos[6]
- 2015: Espaço para a sociedade civil[7]
- 2016: Mais faculdade, mais democracia[8][9]
- 2017: Democracia e prevenção de conflitos[10]
- 2018: Democracia em Tempos de Tensão: Soluções para um Mundo em Mudança[11]
- 2019: Participação[12]
- 2020: Atendimento à democracia durante a COVID-19[13]
- 2021: Capacitando a próxima geração[14]
- 2022: Protegendo a liberdade de imprensa para a democracia[15]
- 2023: Capacitar a próxima geração[16][17]
- 2024: Navegando na IA para Governança e Engajamento do Cidadão.[18]